# Hegyesorrú orrszarvúak
A hegyesorrú orrszarvúak (Diceros) az emlősök (Mammalia) osztályának páratlanujjú patások (Perissodactyla) rendjébe, ezen belül az orrszarvúfélék (Rhinocerotidae) családjába tartozó nem.

## Tudnivalók
A hegyesorrú orrszarvúfajok és a tompaorrú orrszarvúfajok (Ceratotherium) közös őse Afrika területén a késő miocén korban, körülbelül 10 millió évvel ezelőtt jelent meg. Az őslénykutatók a Ceratotherium neumayri nevű állatot tekintik a közös ősnek. 5-4 millió évvel ezelőtt a két orrszarvúnem kettévált. A levált Diceros-ágban először a Diceros praecox jelent meg Kelet-Afrika területén, aztán ebből a pliocén végén vagy a pleisztocén elején kifejlődött a mai faj, a keskenyszájú orrszarvú.

## Rendszerezés
A nembe az alábbi 2 faj tartozik:
- keskenyszájú orrszarvú (Diceros bicornis) (Linnaeus, 1758)
- †Diceros praecox = Ceratotherium praecox?

## Fordítás
- Ez a szócikk részben vagy egészben  a   Black rhinoceros#Evolution című angol Wikipédia-szócikk ezen változatának fordításán alapul.  Az eredeti cikk szerkesztőit annak laptörténete sorolja fel. Ez a jelzés csupán a megfogalmazás eredetét és a szerzői jogokat jelzi, nem szolgál a cikkben szereplő információk forrásmegjelöléseként.